# Гала, Михаил Валентинович
Михаи́л Валенти́нович Га́ла (род. 1 июня 1979, Старый Оскол) — российский боксёр-любитель. Чемпион России, Чемпион Европы 2002 года в категории до 81 кг. Мастер спорта международного класса. Выступал за Вооружённые Силы. Ныне тренер-инструктор в школе олимпийского резерва "Золотые перчатки" (г. Старый Оскол).

## Достижения
- 2002 — Кубок России. 21 июля 2002, победив по очкам Жона Дови (Франция), стал чемпионом Европы.
- 2005 — Чемпион России